# Robert Arthur Douglass Ford
Robert Arthur Douglass Ford (* 8. Januar 1915 in Ottawa, Kanada; † 12. April 1998 in Vichy) war ein kanadischer Botschafter.

## Leben
Ford schloss sein Studium der englischen Literatur und der Geschichtswissenschaft 1938 an der University of Western Ontario mit einem Master of Arts ab und trat 1940 in den auswärtigen Dienst.
Von 1980 bis 1988 leitete er das International Institute of Geopolitics an der Sorbonne.
| Vorgänger                   | Amt                                                                       | Nachfolger                           |
| --------------------------- | ------------------------------------------------------------------------- | ------------------------------------ |
| Léon Mayrand                | kanadischer Botschafter in Moskau 8. April 1947 bis 4. November 1947      | John Wendell Holmes                  |
| John Benjamin Clark Watkins | kanadischer Botschafter in Moskau 15. Februar 1951 bis 12. April 1954     | John Benjamin Clark Watkins          |
| Wilfrid Bertram McCullough  | kanadischer Botschafter in Bogotá 1958 bis 1958                           | Jean Morin                           |
| George Ignatieff            | kanadischer Botschafter in Belgrad 1959 bis 1961                          | Gordon Gale Crean                    |
| Arnold Smith                | kanadischer Botschafter in Kairo 1961 bis 1963                            | Joseph Marc Antoine Jean Chapdelaine |
| —                           | kanadischer Botschafter in Khartum Sitz Kairo 1961 bis 1964               | Joseph Marc Antoine Jean Chapdelaine |
| Leolyn Dana Wilgress        | kanadischer Botschafter in Moskau 23. Januar 1964 bis 1. September 1980   | Geoffrey Pearson                     |
| —                           | kanadischer Botschafter in Ulaanbaatar 11. Mai 1974 bis 1. September 1980 | Geoffrey Pearson                     |